# Ilse (Weser)
Die Ilse ist ein rund zehn Kilometer langer, rechtsseitiger Nebenfluss der Weser im niedersächsischen Landkreis Hameln-Pyrmont.

## Name
Der Name leitet sich vom germanischen Wortstamm *elis-/*elus- für 'Erle, Weide' ab.

## Verlauf
Der Fluss entspringt 500 m östlich vom Haus Harderode, nördlich von Harderode, einem Ortsteil von Coppenbrügge, nahe dem Ith. Von dort fließt die Ilse in südlicher Richtung durch Harderode, dann durch die Ortsteile Esperde, Brockensen und Börry der Gemeinde Emmerthal. Von Börry macht sie einen Bogen in Richtung Süden, wo sie den Ortsteil Frenke durchläuft, ehe sie südlich des Ortsteils Latferde in die Weser mündet.

## Hochwasser
Bei Hochwasser der Ilse kommt es öfter zu Überschwemmungen in den an ihr liegenden Orten.